# Яппиля (волость)

Герб волости Яппиля

Местоположение волости

Яппиля (фин. Jäppilä)  — упразднённая волость в Финляндии. 1 января 2004 года была объединена с волостями Пиексямяэн, Маалаискунта и Виртасалми, чтобы сформировать новый город и волость Пиексямяки. Геральдический знак волости изображал золотой каминный крюк на фоне черни.

## История
Район волости Яппиля был заселен в середине 15 века и получил свое название от семьи Яппистен. До 1870-х годов в этом районе почти не было дорожного сообщения. Яппильская церковь была построена в 1872 году. Сам же приход оформился позднее, в 1894 году, что и считается датой основания волости.  Будучи водораздельной территорией, волость Яппиля всегда была  сельскохозяйственным районом.

## Деревни волости
Хиетакюля, Яппиля, Ярвикюля, Контиомяки, Котамаки, Куккола, Куванси, Кяхкёля, Маавеси, Оиттила, Руммукка, Руухилампи, Сарканиеми, Сиикамяки, Сормула, Суонтиентайпале, Сюванси, Тихусниеми, Тоссавалансаари, Утриала, Вяйрюля